# Freda Akosua Prempeh
Freda Akosua Oheneafrewo Prempeh (sinh ngày 23 tháng 1 năm 1966) là một chính trị gia Ghana, và là thành viên của Nghị viện cho Quốc hội Bắc Tano ở Vùng Ahafo, Ghana. Cô hiện là Thứ trưởng Bộ Giới tính, Trẻ em và Bảo trợ Xã hội. Trước đây cô từng là thành viên của Hội đồng - "Người phụ nữ hội" từ năm 2002 đến 2010 cho Khu vực bầu cử Lakoo của Khu vực bầu cử La-Dadekotopo ở Vùng Greater Accra.
Freda Prempeh đã ứng cử vào Quốc hội năm 2012 cho Quốc hội Bắc Tano ở Vùng Ahafo, Ghana, với tư cách là ứng cử viên của Đảng Yêu nước Mới và giành được ghế.

## Tuổi thơ và giáo dục
Cô sinh ngày 23 tháng 1 năm 1966 tại Accra trong một gia đình Hoàng gia Ghanaian nổi tiếng, là con gái thứ ba của cố Ohenenana Akwasi Agyeman Dua-Prempeh, thuộc Hoàng gia Ashanti và cố lãnh đạo Nana Amma Serwaa, Kontihemaa của Duayaw Nkw. cuộc sống riêng tư như bà Georgina Ansah).
Freda bắt đầu giáo dục cơ bản tại Trường tiểu học Đại học, Kumasi và tiếp tục với cấp độ Thông thường (O) của mình tại Trường Trung học Công nghệ (nay là Trường Trung học Phổ thông KNUST) tại Kumasi, Ghana và tiếp tục với Chứng chỉ Cấp độ Cao cấp (Cấp độ A) tại Công nhân Cao đẩng Accra tại Accra, Ghana. Sau đó, cô tiếp tục đến Học viện Báo chí Ghana (GIJ), nơi cô đã nhận được Bằng Cao đẳng về Quan hệ Công chúng và Quảng cáo. Cô được Viện Quản lý và Hành chính công Ghana vinh danh là Kế toán viên công chứng năm 1998. Cô có cả Chứng chỉ và Chứng chỉ nâng cao về Marketing, DipM, MCIM, Văn bằng tiếp thị chuyên nghiệp tiếp thị Chartered, tất cả từ Học viện tiếp thị Chartered, Vương quốc Anh. Cô có bằng (Quản trị kinh doanh), Lựa chọn quản lý nguồn nhân lực từ Đại học Ghana vào năm 2006. Cô cũng học MA Comms, Truyền thông và Quan hệ công chúng tại Đại học Leicester, Vương quốc Anh và cũng có bằng Tiến sĩ Quản trị Kinh doanh của Đại học Công nghệ Ghana.

## Cuộc sống cá nhân
Freda Akosua Prempeh đến từ Duayaw Nkwanta, thủ đô của Quốc hội lập hiến của bà, Tano North, ở Vùng Ahafo, Ghana. Cô ấy là người theo đạo Thiên chúa, đã kết hôn và có một cậu con trai. Freda gần như mất mạng trước thảm họa lũ lụt và hỏa hoạn vào ngày 3 tháng 6 năm 2015 tại Accra. Trước khi Freda được bầu làm thành viên quốc hội vào năm 2013, cô là quản lý tại khách sạn Point Four ở Sunyani và cũng đã làm việc với Dịch vụ Nhà tù trong 10 năm. Cô là một người hâm mộ thể thao và tin tưởng vào khả năng của phụ nữ.

## Đời sống chính trị
Freda Prempeh thuộc Đảng yêu nước mới (NPP). Sự nghiệp chính trị của cô bắt đầu trở lại vào năm 2002, với tư cách là thành viên hội đồng cho Khu vực bầu cử Lakoo của Khu vực bầu cử La-Dadekotopo ở Vùng Greater Accra, trong 8 năm, vào tháng 2 năm 2006, cô được mời đến phục vụ trong Ủy ban Hòa giải Quốc gia với tư cách là một Công chúng Cán bộ phụ trách trong thời gian 9 tháng. Cô hiện đang là thành viên của Nghị viện Quốc hội Bắc Tano, và phục vụ trong Mỏ và Năng lượng, Ủy ban Đảm bảo Chính phủ trong quốc hội. Bà được bổ nhiệm làm Thứ trưởng Bộ Công trình và Nhà ở, năm 2017 bởi Tổng thống Akufo-Addo. Cô hiện là Thứ trưởng Bộ Giới tính, Trẻ em và Bảo trợ Xã hội.

## Vị trí lãnh đạo được tổ chức
- Thành viên 2004-2008, Hội đồng Quản trị, - Hội đồng Dịch vụ Chính quyền Địa phương
- Thành viên 2005-2008 - Ủy ban Truyền thông Quốc gia
- Thành viên Hội đồng quản trị 2005-2008 - Chương trình Bảo hiểm Y tế Quốc gia, Kpeshie Sub-Metro, Accra
- 2002-2006 Chủ tịch, Tiểu ban phát triển (Hội đồng thành phố Accra)
- Chủ tịch, Tiểu ban Phụ nữ và Trẻ em 2006-2008 (Hội đồng Thủ đô Accra)
- 2006/2007 Thành viên sáng lập và Phó chủ tịch, Sinh viên đại học Năm học Liên minh (TESCON), Đại học Ghana, Cơ sở Accra City
- Thành viên 2008, Ủy ban truyền thông. Đảng yêu nước mới, đội chiến dịch quốc gia
- Chủ tịch và người sáng lập, Hội ủng hộ phụ nữ Ghana (WOSUGHA)

## Thành viên của cơ quan chuyên nghiệp
- 31 Tháng 10 năm 2003 đến nay Viện Quan hệ công chúng (IPR, Ghana) - được công nhận thành viên.
- Tháng 10 năm 2000 - Tháng 10 năm 2003 Viện Quan hệ công chúng (IPR) Ghana - Thành viên liên kết
- Hiệp hội Nhà báo Ghana (GJA) Thành viên của Hoa Kỳ